# Glacier Bay Nemzeti Park
A Délkelet-Alaszkában fekvő Glacier Bay Nemzeti Park az óriási méretű, több ágból álló fjord, a Glacier-öböl körüli területet tartalmazza. 1925. február 25-én nemzeti emlékparkká nyilvánították. Az 1980-as Alaska National Interest Lands Conservation Act révén vált nemzeti parkká és vadrezervátummá. 1986 óta nemzetközi bioszféra rezervátum és a világörökség része. Területe 13 287 km², ebből 10 784 km² vadon minősítésű terület.
Közutak nem vezetnek a parkba, a legkönnyebben a National Park Service kompjaival vagy légi úton közelíthető meg. Évente átlag 380 000 látogatót fogad.
A magas hegyekből az öbölbe érkező gleccserek panorámája talán az egyik legszebb a világon. Mintegy tucatnyi gleccserről szakadnak le jéghegyek (borjadzás). A leghíresebb jégfolyam a Muir-gleccser, mely kb. 3 km széles és mintegy 80 m magas. A 18. század közepén még az egész Glacier-öblöt jég borította.
George Vancouver fedezte fel az öböl délen fekvő kijáratát, az Icy-szorost 1794-ben, de a jégtorlaszok miatt nem juthatott át rajta. Csak a gleccser végét láthatta, egy 16 km hosszú és 100 m magas jégfalat. 1879-ben John Muir természettudós már a szárazföldig visszahúzódott jégtakarót figyelhette meg. 1916-ban pedig a Grand Pacific-gleccser vége a Glacier-öböltől 100 km-re lévő Tarr-öbölnél volt található. Mindössze 200 év alatt a kb. 1200 m vastagságú gleccser teljesen elolvadt.Ez a valaha feljegyzett leggyorsabb visszahúzódási folyamat.
A fjordok 100 km hosszan nyúlnak a szárazföld belsejébe, ahol a magas hegyek között a nemzeti park területén 16 gleccser található, amelyek a magashegységi hómezőkből kapják az utánpótlást. A globális felmelegedésnek köszönhetően azonban a gleccserek évről évre rövidebbek lesznek. A Muir-gleccser 7 év alatt 8 km-t veszített hosszából.
A nemzeti park jó terep azon tudósok számára, akik azt vizsgálják, hogyan foglalják el az állatok és a növények az addig jég által borított területeket. A mohák, zuzmók megjelenése és a termőtalaj kialakulása után a felszabadult területek aránylag gyorsan benépesülnek. A nemzeti park élővilága főként medvékből, szarvasokból, havasi kecskékből, bálnákból és különféle vízimadarakból áll.

## Külső hivatkozások
- (angolul) A Glacier Bay National Park hivatalos oldala
- (angolul) glacierbay.org
- Glacier Bay National Park @ Wikivoyage
- (angolul) Fényképek a Glacier Bay NP-ból – Terra Galleria
- (angolul) us-national-parks.net – Glacier Bay NP Archiválva 2012. augusztus 21-i dátummal a Wayback Machine-ben